# Tillandsia hotteana
Tillandsia hotteana là một loài thực vật có hoa trong họ Bromeliaceae. Loài này được Urb. miêu tả khoa học đầu tiên năm 1922.